# 衛詩雅
衛詩雅（英語：Michelle Wai Sze Nga；1984年11月24日—），曾經使用藝名詩雅，香港女演員，在入行前，是珠寶銷售員，兼職模特兒。於2008年開始參演電影，2024年憑作品《破·地獄》獲得第61屆亞太影展最佳女主角及第43屆香港電影金像獎最佳女主角。

## 名字
衛詩雅是她的真實姓名。當初在衛詩雅入行時，經紀人公司因應演藝圈已有歌手衛詩，故提議將「衛」字省略並以「詩雅」作為藝名。及後衛詩雅曾經一度淡出，但不久後便輪到另一位歌手連詩雅入行。衛詩雅認為如此改藝名避嫌的方式不是好辦法，遂主動向經紀人公司建議用回本名「衛詩雅」。

## 背景
衛詩雅於香港上水太平邨長大，家有一姊一弟。。她在2002年畢業於上水官立中學。畢業後與友人到六福珠寶任職鑽石銷售員。任職期間考取專業鑽石鑑定證書。衛詩雅早於16歲時擔任兼職模特兒，後於2008年獲當時所屬的模特兒公司 Jamcast 介紹去為電視劇《四葉草之盛裝舞步愛作戰》作角色試鏡。結果，她成功入圍，並對演戲產生興趣。之後便簽約成為英皇娛樂集團旗下女藝人，由霍汶希擔任其經理人。衛詩雅現時非常活躍於娛樂圈，參與多部電影的演出，亦曾在國內外深造表演藝術，多才多藝。此外，衛詩雅在其Youtube和Instagram等社交平台上擁有大量粉絲，形象正面討好受大眾歡迎。其中以「不日成婚」中女主角「可怡」的角色深受年輕女性喜愛。近年在ViuTV中的演出也備受矚目。衛詩雅和拍拖多時的醫美醫生男友周祉安訂婚並於2025年舉行婚禮。
2024年2月6日，第四十二屆香港電影金像獎公佈提名名單，衛詩雅憑《不日成婚2》首次提名金像獎最佳女主角。
2024年11月上演的電影《破·地獄》，擔任女主角的衛詩雅憑細緻動人的演出獲得一致好評，破地獄電影首日票房達746萬，成為香港史上最高開畫票房的電影女星。衛詩雅同年獲邀出席東京電影節等大型影展，其演藝實力獲得大眾肯定。
2024年12月1日，於馬來西亞吉隆坡第六十一屆亞太影展上，衛詩雅憑《破·地獄》首次獲頒亞太影展最佳女主角。
2025年2月14日，第四十三屆香港電影金像獎公佈提名名單，衛詩雅憑《破·地獄》第二次提名金像獎最佳女主角，同年4月27日首次獲頒最佳女主角，登上影后寶座。

## 演出

### 電視
| 年份 | 節目名稱                                   | 角色 / ref      |
| ---- | ------------------------------------------ | --------------- |
| 2008 | 四葉草之盛裝舞步愛作戰 （無綫電視）        | Michelle        |
| 2008 | 藍兒本色 （無綫電視）                      |                 |
| 2009 | 現代婚姻物語 – 後25的少女心事 （香港電台） |                 |
| 2010 | 愛回家 （香港電台）                        |                 |
| 2010 | 青春旋律                                   | 田惠            |
| 2012 | 火速救兵II （香港電台）                    | Apple           |
| 2012 | 歡樂元帥 （福納影視公司）                  | 南海二公主      |
| 2013 | 非常平等任務 - 少數 （香港電台）           | 唐詠思          |
| 2015 | 還來得及再愛你 （香港電視網絡）            | 樂晞嵐/小雪     |
| 2016 | 怒放霸王花 （四川廣播電視台 真人騷）       | N/A             |
| 2016 | 獅子山下2016 （香港電台）                  | Jill            |
| 2017 | 帶阿媽去旅行 （奇妙電視 真人騷）           | N/A             |
| 2020 | 歎息橋 （ViuTV）                           | 何樂兒（Joyce） |
| 2023 | Food Buddies （ViuTV）                     | Kelly           |
| 2024 | 瑪嘉烈與大衛系列 絲絲 （ViuTV）            | Diamond         |

### 電影
| 年份 | 電影名稱                                                   | 角色 / ref        |
| ---- | ---------------------------------------------------------- | ----------------- |
| 2007 | 十二金釵眾生花（12 Faces Of Women） 流芳怨（導演︰鄭秀文） | （音樂微電影）    |
| 2008 | 很想和你在一起                                             | 歐陽冠楠          |
| 2009 | 愛出貓                                                     | Michelle          |
| 2010 | 全城熱戀熱辣辣                                             | 周沅沅            |
| 2010 | 前度                                                       | 戴佩詩            |
| 2010 | 囡囡                                                       | Icy               |
| 2010 | 白蛇傳說                                                   | 蝙蝠妖（客串）    |
| 2011 | 香港四重奏II之天機洩                                       |                   |
| 2011 | 人約離婚後                                                 | 寧（客串）        |
| 2012 | 起勢搖滾                                                   | Michelle          |
| 2012 | 紮職                                                       | Michelle          |
| 2013 | 哭喪女                                                     | 綿綿              |
| 2013 | 兜售回憶（微電影）                                         | 初二              |
| 2013 | 重口味                                                     | 林寶兒            |
| 2013 | 救火英雄                                                   | 發電廠職員        |
| 2014 | 金雞SSS                                                    | 阿花              |
| 2015 | 12金鴨                                                     | 甜品學生          |
| 2015 | 暴瘋語                                                     | Mona              |
| 2015 | 巴黎假期                                                   | 地產經紀          |
| 2016 | 暗色天堂                                                   | 阿怡              |
| 2016 | 大手牽小手                                                 | 謝有愛（年輕版）  |
| 2016 | 沖天火                                                     | 宗天保妻          |
| 2017 | 女人永遠是對的 （聖女奇緣）                                | 陳若妍            |
| 2017 | 決戰食神                                                   | 美食主持人        |
| 2017 | 失眠                                                       | 侯文媛/侯文禎     |
| 2017 | 原諒他77次                                                 | Mandy             |
| 2017 | 喵星人                                                     | Miss Li           |
| 2018 | 我的情敵女婿                                               | 嘉欣              |
| 2018 | 洩密者                                                     | JOJO              |
| 2018 | 告別之前                                                   | 張譚子君          |
| 2019 | 掃毒2天地對決                                              | 謝家欣/Apple/阿佩 |
| 2019 | 雙魂                                                       | 馬宥心            |
| 2019 | 獅子山上                                                   | 蘇悅/Zoe          |
| 2019 | 再見UFO                                                    | 梁穎恩/阿Yan      |
| 2020 | 熟女愛漫游                                                 | 陶莎莎            |
| 2020 | 除暴                                                       | 陈倩              |
| 2021 | 不日成婚                                                   | 曾可怡            |
| 2021 | 感動她77次                                                 | Mandy             |
| 2022 | 給我1天                                                    | 展覽參觀者        |
| 2023 | 失衡凶間之罪與殺                                           | Maggie            |
| 2023 | 紮職2                                                      | 悅                |
| 2023 | 不日成婚2                                                  | 曾可怡            |
| 2024 | 畫皮：情滅(網絡電影)                                       |                   |
| 2024 | 海關戰線                                                   | Katie             |
| 2024 | 破·地獄                                                    | 郭文玥            |
| 2025 | 風林火山                                                   |                   |

### 配音
- 2018：《尋找小腳八》聲演：美紫

### 電台/網台節目
- 2009年：OM Live 《廿一世紀少年》
- 2019年至今：衛食攻略 (衛詩雅 Michelle Wai YouTube Channel)

### 參與音樂MV
- 張敬軒《餘震》、《老了十歲》、《青春常駐》
- 方力申《認命》
- 陳柏宇《你來自那顆星》
- 洪卓立《男孩看見野玫瑰》（TVB版本）、《很想和你在一起》
- 陳偉霆《今天終於知道錯》、《狐狸小姐》
- 容祖兒《這就是愛嗎？》 、 《很忙》、 《戀人未滿》
- 泳兒《Forever Friends》
- 鄭嘉穎《幸福的遺憾》
- The Bright Lights《原來這就是愛情》
- 許靖韻《事與願違》(MV微電影 飾 Michelle)

### 曾獲得獎項
- 2010年：The Accolade Competition, California: Award of Excellence（香港電台《愛回家》）

### 曾擔任之大使
- 2008年：愛貓大使
- 2008年：PCM香港I.T.至尊大獎至專大使
- 2009年：第13屆美國冒險樂園好學生大使
- 2010年：香港電台太陽計劃太陽少女
- 2018年：新世界維港泳大使
- 2019年：榮譽職安健大使

## 獎項紀錄
| 年份   | 頒獎典禮                           | 獎項                   | 作品      | 角色          | 結果 |
| ------ | ---------------------------------- | ---------------------- | --------- | ------------- | ---- |
| 2018年 | 第24屆香港電影評論學會大獎         | 最佳女演員             | 失眠      | 侯文媛/侯文禎 | 提名 |
| 2020年 | 香港電影編劇家協會大奬2019         | 年度最佳電影角色獎     | 獅子山上  | 蘇悅          | 提名 |
| 2020年 | 第3屆MOVIE6全民票選電影大獎        | 全民票選最佳女主角     | 獅子山上  | 蘇悅          | 提名 |
| 2024年 | 香港電影編劇家協會大獎2023         | 年度最佳電影角色獎     | 不日成婚2 | 曾可怡        | 提名 |
| 2024年 | 第42屆香港電影金像獎               | 最佳女主角             | 不日成婚2 | 曾可怡        | 提名 |
| 2024年 | 第39屆華鼎獎                       | 華語最佳影視女演員     | 破·地獄   | 郭文玥        | 獲獎 |
| 2024年 | 第61屆亞太影展                     | 最佳女主角             | 破·地獄   | 郭文玥        | 獲獎 |
| 2024年 | 第五屆新時代國際電影節金揚花獎     | 最佳女主角             | 破·地獄   | 郭文玥        | 獲獎 |
| 2024年 | 第16屆澳門國際電影節               | 最佳女主角             | 破·地獄   | 郭文玥        | 獲獎 |
| 2025年 | 第31屆香港電影評論學會大獎         | 最佳女演員             | 破·地獄   | 郭文玥        | 提名 |
| 2025年 | 2024年度香港電影導演會年度大獎     | 最佳女主角             | 破·地獄   | 郭文玥        | 獲獎 |
| 2025年 | 香港電影編劇家協會大獎2024         | 年度最佳電影角色獎     | 破·地獄   | 郭文玥        | 提名 |
| 2025年 | 第43屆香港電影金像獎               | 最佳女主角             | 破·地獄   | 郭文玥        | 獲獎 |
| 2025年 | 第19屆芝加哥亞洲躍動電影節         | 傑出演員獎             | 破·地獄   | 郭文玥        | 獲獎 |
| 2025年 | 2024年度香港專業電影攝影師學會大獎 | 專業眼中最具魅力女演員 | 不適用    | 獲獎          |      |

## 音樂作品
- 2010年：很想和你在一起（合唱版；與洪卓立合唱，收錄於《Taste of Love》）

## 外部連結
- 衛詩雅的Facebook專頁
- 衛詩雅的新浪微博
- 衛詩雅的Instagram帳戶
- 衛詩雅的YouTube Channel （页面存档备份，存于）
- 英皇娛樂官方網站（页面存档备份，存于）
- 衛詩雅在互联网电影资料库（IMDb）上的資料（英文）
- 衛詩雅在香港影庫上的簡介